# مالغيوم
مالغيوم أو مالجيوم هي مدينة قديمة غير معروفة حتى الآن في بلاد الرافدين تعرف اليوم باسم تل ياسر وتقع وسط العراق، والتي ازدهرت بشكل خاص في العصر البرونزي الوسيط، 2000 ق.م - 1600 ق.م.

## الموقع
تقع جنوب نهر دجلة حيث يتفرع نهر ديالى بالقرب من مشكان- شابير، وشكلت المدينة الصغيرة عند حواف الأراضي التي تسيطر عليها مدن لارسا، بابل، عيلام . 

## التاريخ
نُقِشت بالخط المسماري على أنها ما_الجي-غي_إم، وكانت الآلهة الرئيسية هي إنكي وننهورساج.
تم التعرف على ثلاثة من حكامها على وجه التحديد، من خلال الشهادات في نقوشهم على أنهم لوغال ، سوين ماغير ، وربما الأخير، إيبيك عشتار.